# Campionati europei di hockey su pista 1977
I Campionati Europei 1977 furono la 33ª edizione dei campionati europei di hockey su pista; la manifestazione venne disputata in Portogallo a Porto dal 23 al 31 luglio 1977.

La competizione fu organizzata dalla Fédération Internationale de Roller Sports.

Il torneo fu vinto dalla nazionale portoghese per la 15ª volta nella sua storia.

## Città ospitanti e impianti sportivi
| CITTÀ | IMPIANTO           | CAPIENZA |
| Porto | Pavilhão Rosa Mota | 4.568    |

## Svolgimento del torneo

### Risultati
| Porto luglio 1977 | Belgio | 1 – 4 | Francia | Pavilhão Rosa Mota |

| Porto luglio 1977 | Belgio | 2 – 4 | Germania Ovest | Pavilhão Rosa Mota |

| Porto luglio 1977 | Belgio | 5 – 1 | Inghilterra | Pavilhão Rosa Mota |

| Porto luglio 1977 | Belgio | 4 – 2 | Italia | Pavilhão Rosa Mota |

| Porto luglio 1977 | Belgio | 3 – 3 | Paesi Bassi | Pavilhão Rosa Mota |

| Porto luglio 1977 | Belgio | 2 – 9 | Portogallo | Pavilhão Rosa Mota |

| Porto luglio 1977 | Belgio | 0 – 3 | Spagna | Pavilhão Rosa Mota |

| Porto luglio 1977 | Belgio | 6 – 1 | Svizzera | Pavilhão Rosa Mota |

| Porto luglio 1977 | Francia | 1 – 2 | Germania Ovest | Pavilhão Rosa Mota |

| Porto luglio 1977 | Francia | 7 – 2 | Inghilterra | Pavilhão Rosa Mota |

| Porto luglio 1977 | Francia | 3 – 3 | Italia | Pavilhão Rosa Mota |

| Porto luglio 1977 | Francia | 3 – 3 | Paesi Bassi | Pavilhão Rosa Mota |

| Porto luglio 1977 | Francia | 3 – 15 | Portogallo | Pavilhão Rosa Mota |

| Porto luglio 1977 | Francia | 0 – 8 | Spagna | Pavilhão Rosa Mota |

| Porto luglio 1977 | Francia | 2 – 6 | Svizzera | Pavilhão Rosa Mota |

| Porto luglio 1977 | Germania Ovest | 4 – 0 | Inghilterra | Pavilhão Rosa Mota |

| Porto luglio 1977 | Germania Ovest | 1 – 1 | Italia | Pavilhão Rosa Mota |

| Porto luglio 1977 | Germania Ovest | 2 – 1 | Paesi Bassi | Pavilhão Rosa Mota |

| Porto luglio 1977 | Germania Ovest | 0 – 3 | Portogallo | Pavilhão Rosa Mota |

| Porto luglio 1977 | Germania Ovest | 0 – 2 | Spagna | Pavilhão Rosa Mota |

| Porto luglio 1977 | Germania Ovest | 2 – 5 | Svizzera | Pavilhão Rosa Mota |

| Porto luglio 1977 | Inghilterra | 0 – 1 | Italia | Pavilhão Rosa Mota |

| Porto luglio 1977 | Inghilterra | 3 – 9 | Paesi Bassi | Pavilhão Rosa Mota |

| Porto luglio 1977 | Inghilterra | 1 – 19 | Portogallo | Pavilhão Rosa Mota |

| Porto luglio 1977 | Inghilterra | 1 – 9 | Spagna | Pavilhão Rosa Mota |

| Porto luglio 1977 | Inghilterra | 0 – 4 | Svizzera | Pavilhão Rosa Mota |

| Porto luglio 1977 | Italia | 4 – 0 | Paesi Bassi | Pavilhão Rosa Mota |

| Porto luglio 1977 | Italia | 0 – 2 | Portogallo | Pavilhão Rosa Mota |

| Porto luglio 1977 | Italia | 1 – 1 | Spagna | Pavilhão Rosa Mota |

| Porto luglio 1977 | Italia | 6 – 1 | Svizzera | Pavilhão Rosa Mota |

| Porto luglio 1977 | Paesi Bassi | 2 – 10 | Portogallo | Pavilhão Rosa Mota |

| Porto luglio 1977 | Paesi Bassi | 0 – 0 | Spagna | Pavilhão Rosa Mota |

| Porto luglio 1977 | Paesi Bassi | 4 – 3 | Svizzera | Pavilhão Rosa Mota |

| Porto luglio 1977 | Portogallo | 4 – 1 | Spagna | Pavilhão Rosa Mota |

| Porto luglio 1977 | Portogallo | 5 – 2 | Svizzera | Pavilhão Rosa Mota |

| Porto luglio 1977 | Spagna | 6 – 1 | Svizzera | Pavilhão Rosa Mota |

### Classifica
|    | Squadra        | PT | G | V | N | P | GF | GS | Diff. |
| -- | -------------- | -- | - | - | - | - | -- | -- | ----- |
| 1. | Portogallo     | 16 | 8 | 8 | 0 | 0 | 67 | 11 | +56   |
| 2. | Spagna         | 12 | 8 | 5 | 2 | 1 | 30 | 7  | +23   |
| 3. | Italia         | 9  | 8 | 3 | 3 | 2 | 18 | 12 | +6    |
| 4. | Germania Ovest | 9  | 8 | 4 | 1 | 3 | 15 | 15 | 0     |
| 5. | Belgio         | 7  | 8 | 3 | 1 | 4 | 23 | 27 | -7    |
| 6. | Paesi Bassi    | 7  | 8 | 2 | 3 | 3 | 22 | 28 | -6    |
| 7. | Svizzera       | 6  | 8 | 3 | 0 | 5 | 23 | 31 | -8    |
| 8. | Francia        | 6  | 8 | 2 | 2 | 4 | 23 | 40 | -17   |
| 9. | Inghilterra    | 0  | 8 | 0 | 0 | 8 | 8  | 58 | -50   |

## Campioni
| Campione d'Europa 1977 |
| ---------------------- |
| Portogallo 15º titolo  |